# توبی گارد
توبی گارد (انگلیسی: Toby Gard؛ زادهٔ ۸ ژوئن ۱۹۷۲) طراح اهل بریتانیا است. وی از سال ۱۹۹۴ میلادی تاکنون مشغول فعالیت بوده‌است.
او بخشی از تیمی بود که لارا کرافت، باستان شناس زن خیالی بریتانیایی را خلق کرد.